# Temanggung (plaats)
Temanggung is een bestuurslaag in het regentschap Magelang van de provincie Midden-Java, Indonesië. Temanggung telt 6055 inwoners (volkstelling 2010).